# Beretta 418
A Beretta M418 é uma pistola de bolso italiana no calibre 6,35 mm (0,25 ACP), de porte velado. Os primeiros exemplares foram feitos entre 1919 e 1922. Existem várias versões, incluindo os modelos 1920 (V1 e V2), 1926, 1926 - 31 (V1 e V2), 1934, 318 e 418.

## História
O modelo 418 foi o modelo final produzido e com muito sucesso. Embora considerado por alguns com pouca força para o combate, foi bem aceito pelos oficiais italianos de alto escalão durante a Segunda Guerra Mundial. O comando alemão em Roma adquiriu exemplares; estes são distinguíveis por um carimbo de prova "4UT". O M418 permaneceu em produção até meados da década de 1950, sobrepondo-se à produção de armas mais sofisticadas que Beretta havia desenvolvido nesse meio tempo. No final da década de 1940, um quadro em liga leve foi desenvolvida. Pequenas modificações estéticas também foram adicionadas pouco tempo depois.
O modelo 418 foi comercializado nos Estados Unidos como o "Bantam", começando por volta de 1952. Desde cerca de 1958, foi comercializado como o "Panther", apresentando melhorias no Bantam, mas as peças são intercambiáveis.